# Quarneihütte
Die Quarneihütte (italienisch Capanna Quarnei) ist eine Berghütte der Società Alpinistica Bassa Blenio (SABB). Benannt ist die Hütte nach der Alpe di Quarnei (2046 m ü. M.), der höchstgelegenen Alp im Malvagliatal.

## Beschreibung
Die Hütte liegt auf einer Höhe von 2107 m südwestlich des Rheinwaldhorns und verfügt über 58 Schlafplätze in sechs Zimmern. Sie liegt auf dem Gemeindegebiet von Serravalle zuhinterst im Malvagliatal, einem Seitental östlich des Bleniotales im Kanton Tessin. Sie ist Ausgangspunkt für zahlreiche Wanderungen und Bergtouren. 1998/1999 wurde sie mit Steinen einer durch eine Lawine zerstörten Alphütte der Alp Pozzo und Lärchenholz von der Alp Bolla erbaut.

## Zugang

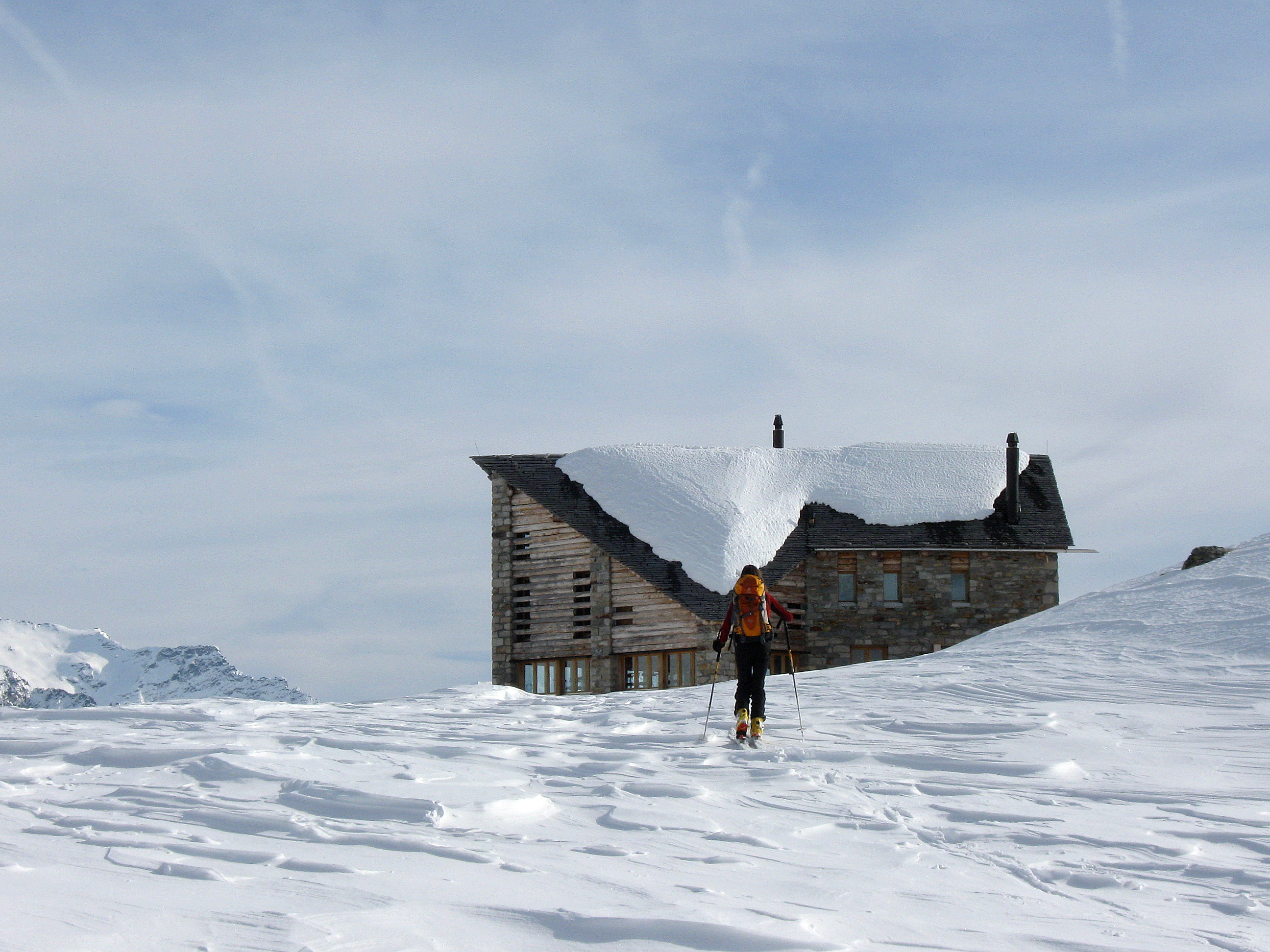
Quarneihütte im Frühling

Im Sommer kann die Quarneihütte auf Wanderwegen von Dandrio-Cusié (1666 m) in 1½ Stunden, von Dagro (1367 m, Luftseilbahn Malvaglia Filovia–Dagro) in 3 Stunden erreicht werden und im Winter vom Malvagliastaudamm (913 m) oder von Dagro in 3½ Stunden. 